# Welterbe in São Tomé und Príncipe
Der Inselstaat São Tomé und Príncipe hat die Welterbekonvention 2006 ratifiziert. Mit Stand März 2018 hat das Land aber noch keine Tentativliste bei der UNESCO eingereicht und somit auch keine Kandidaten für das UNESCO-Welterbe nominiert.

## Suche nach Vorschlägen
[veraltet]
Im Oktober 2013 erklärte Kulturminister Jorge Bom Jesus, er wolle im Jahr 2017 erste Vorschläge in die Tentativliste der UNESCO eintragen lassen. Er sagte dabei, vor allem das reiche architektonische Erbe der Zuckerrohr- und der anschließenden Kakao-Plantagen aus portugiesischer Kolonialzeit müssten erhalten und bekannt gemacht werden. Der zur Erarbeitung der Vorschläge eingerichteten Kommission gehört insbesondere Nazaré de Ceita an, Direktorin der Nationalbibliothek von São Tomé und Príncipe und Generalsekretärin der UNESCO-Kommission des Landes.
Ebenfalls im Oktober 2013 begann eine von Japan finanzierte Initiative mit der Ausbildung von Kräften in São Tomé und Príncipe, um die vom Land angestrebten Vorschläge für die Tentativliste zu erarbeiten. Es sind Vorschläge zu erwarten, die die Verantwortlichen in dem Zusammenhang bereits erwähnten, oder von der Literatur ohnehin bereits als einzigartig hervorgehoben werden. So hob die nationale UNESCO-Kommissarin Nazaré de Ceita beispielsweise die Festungsruinen des Forte de São Jerónimo hervor.
Verschiedene portugiesische Architekten und Journalisten besuchten mehrmals das Land und seine zahlreichen, überwiegend dem Verfall preisgegebenen Landgüter, die Roças, und veröffentlichten auch dazu. So traf der Architekt und Journalist José Manuel Fernandes 2013 den Planungs- und Entwicklungsminister Agostinho Fernandes und sprach mit ihm über seine bereits Anfang der 1990er Jahre erarbeitete Liste, in der er besonders schützenswerte Beispiele des architektonischen Erbes des Landes auflistete. Besondere Aufmerksamkeit fiel dabei auf die Roça Rio do Ouro (heute Roça Agostinho Neto).
Die portugiesischen Architekten Rodrigo Rebelo de Andrade und Duarte Pape veröffentlichten ihre Untersuchungen und Erhebungen in einem gemeinsamen Buch („As Roças de São Tomé e Príncipe“, Tinta da China, Lissabon 2013), das ebenfalls dringenden Schutz anmahnt für die vielen einzigartigen Herrenhäuser unter den 122 Roças, darunter die Roça Bela Vista, die Roça Água Izé, oder auch die verfallene Roça Saudade bei Trindade, wo der portugiesische Künstler Almada Negreiros 1893 geboren wurde. Auf einigen der weiter verfallenden Roças sind noch Spuren des zwischenzeitlich 245 km langen Schienenverkehrs auf São Tomé zu finden. Diese Arbeit und ihre Empfehlungen fanden ebenfalls die Aufmerksamkeit der são-toméischen Offiziellen.
Unter den für die Tentativliste in Frage kommenden Stätten sind daher insbesondere die folgenden, am häufigsten von den Offiziellen erwähnten Namen zu nennen:
| Bild | K/N | Name                               | Beschreibung |
| ---- | --- | ---------------------------------- | --- |
|      | K   | Forte de São Sebastião (Lage)      | 1675 errichtete Festung in der Hauptstadt São Tomé, seit 1976 Sitz des Nationalmuseums; seit 2002 in der portugiesischen Denkmalliste SIPA |
|      | K   | Forte de São Jerónimo (Lage)       | Ruinen einer 1566 errichtete Festung, 1,5 km südlich der Fortaleza de São Sebastião |
|      | K   | Roça São João dos Angolares (Lage) | Plantage und Landgut in São João dos Angolares, als Beispiel der ausgeprägten Kakao-Plantagenkultur auf São Tomé und Príncipe während der portugiesischen Kolonialzeit; seit 2012 in der portugiesischen Denkmalliste SIPA                                      |
|      | K   | Roça Agostinho Neto (Lage)         | ehemals Roça Rio do Ouro, 1865 errichtetes Herrenhaus im Distrikt Lobata, als besonderes Beispiel der ausgeprägten Kakao-Plantagenkultur auf São Tomé und Príncipe während der portugiesischen Kolonialzeit; seit 2012 in der portugiesischen Denkmalliste SIPA |
|      | K   | Roça Bela Vista (Lage)             | Herrenhaus im Distrikt Lobata, als ein besonders gut erhaltenes Beispiel der ausgeprägten Kakao-Plantagenkultur auf São Tomé und Príncipe während der portugiesischen Kolonialzeit; seit 2012 in der portugiesischen Denkmalliste SIPA                          |
|      | K   | Roça Água Izé (Lage)               | Herrenhaus im Distrikt Cantagalo, mit seinem charakteristischen Krankenhaus ein besonderes Beispiel der ausgeprägten Kakao-Plantagenkultur auf São Tomé und Príncipe während der Kolonialzeit; seit 2012 in der portugiesischen Denkmalliste SIPA               |